# Schwarzgoldene Pilotmakrele
Die Schwarzgoldene Pilotmakrele (Gnathanodon speciosus), auch Goldmakrele oder Königsmakrele, im Englischen Golden Trevally oder auch Golden Kingfish genannt, ist eine Art von großen Meeresfischen aus der Familie der Stachelmakrelen und das einzige Mitglied der Gattung Gnathanodon.

## Namen
Die für Gnathanodon speciosus häufig verwendeten deutschsprachigen Trivialnamen geben Anlass zur Verwechslung. So wird der Name Goldmakrele auch für die Goldmakrelen aus der Familie Coryphaenidae und deren Gattung Coryphaea verwendet. Als Königsmakrele wird vor allem Scomberomorus regalis, ein bekannter Speisefisch, bezeichnet. Im Englischen werden viele unterschiedliche Fische, insbesondere Stachelmakrelen sowie Makrelen und Thunfische als Kingfish (deutsch: „Königsfisch“) bezeichnet. Der zur Unterscheidung von den anderen Gattungen und Arten vor allem in den Zoos und im Handel gebräuchliche deutschsprachige Name Schwarzgoldene Pilotmakrele deutet einerseits auf die Färbung, andererseits auf das Verhalten des Fisches hin, sich in Schulen oder Gruppen rund um größere Meerestiere, darunter Haie und Quallen, aufzuhalten und diese zu begleiten oder hinter ihnen her zu schwimmen.

## Merkmale
Der Körper der Schwarzgoldenen Pilotmakrele ist länglich oval und seitlich abgeflacht. Gewöhnlich wird eine Körperlänge von 75 cm, gemessen von der Spitze der Schnauze bis zum Ende der mittleren Strahlen der Schwanzflosse, erreicht. Maximale Gesamtlänge sind 120 cm, das maximale Gewicht beträgt 15 kg. Der Oberkiefer ist unbezahnt und weit vorstülpbar. Der Unterkiefer junger Tiere ist schwach bezahnt, bei erwachsenen Tieren unbezahnt. Die Lippen tragen Papillen, die Zunge ist mit winzigen Zähnchen besetzt. Die Augen sind klein. Die Seitenlinie verläuft von vorne in einem moderat regelmäßigen Bogen und geht zwischen dem neunten und vierzehnten Weichstrahl der zweiten Rückenflosse in einen geraden Verlauf über. Die Brust ist vollständig beschuppt.
Jungtiere und junge erwachsene Tiere sind silbrig bis gelb mit 7 bis 11 schwarzen, gewöhnlich abwechselnd breiten und schmalen Binden. Die erste Binde verläuft schräg durch das Auge, die zweite über den Kiemendeckel und Rücken. Der dunkle Fleck auf dem Kiemendeckel verliert sich mit zunehmendem Alter, die Körperfarbe wird dann zum Rücken hin gelbgrün und unterseits blass gelb.
Alle Flossen sind gelb, die Spitzen der Schwanzflossenlappen sind schwarz, die Schwanzflosse adulter Tiere dunkel. Der ersten Rückenflosse (Dorsale) mit sieben Hartstrahlen folgt eine zweite mit einem Hartstrahl und 18 bis 20 Weichstrahlen. In der Afterflosse folgen auf zwei freistehende Hartstrahlen ein Hartstrahl und 15 bis 17 Weichstrahlen.

## Verbreitung und Lebensraum

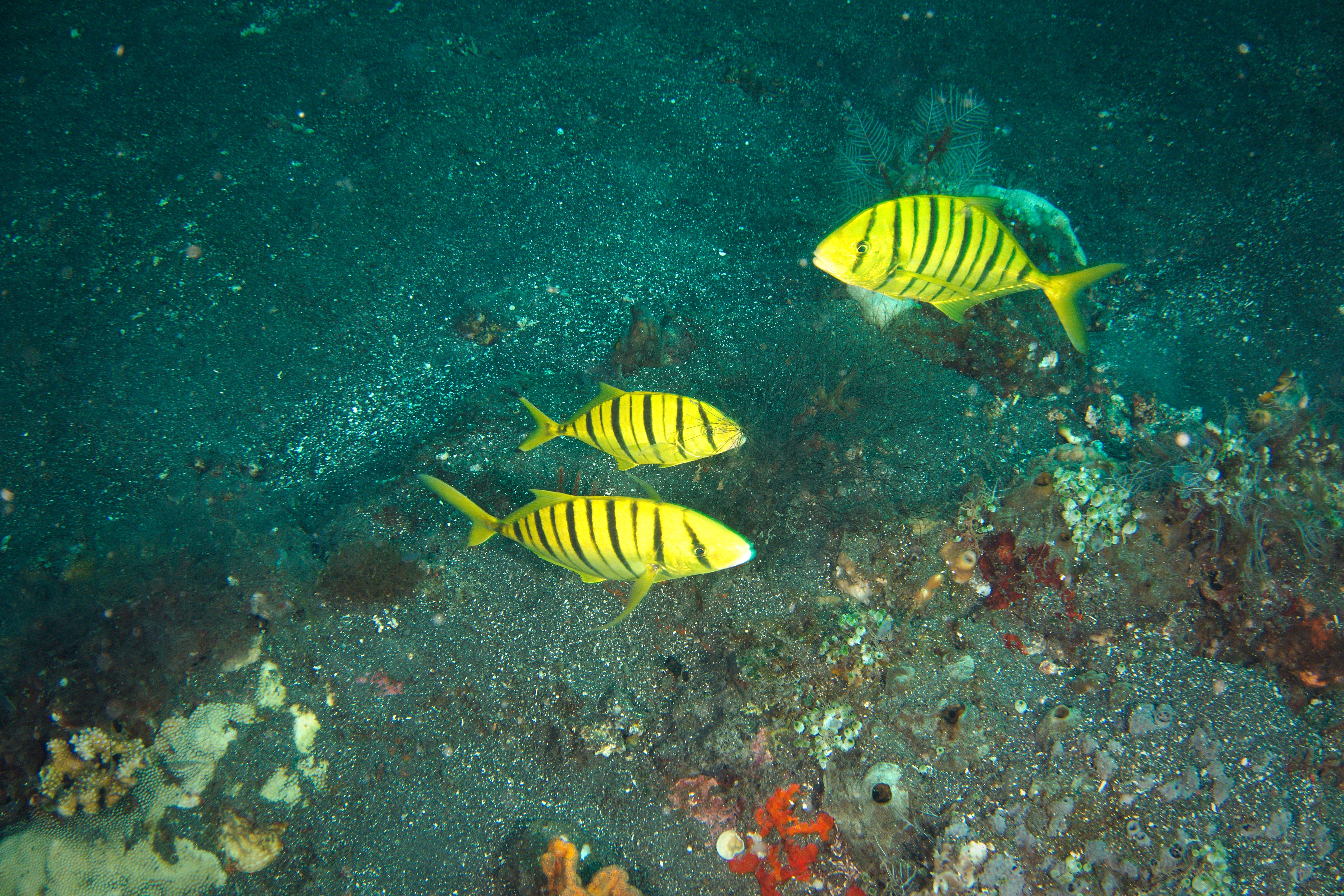
Jüngere Tiere

Die Schwarzgoldene Pilotmakrele ist in den tropischen und subtropischen Gewässern des Indopazifik weit verbreitet. Sie lebt im gesamten westlichen Indopazifik einschließlich Hawaii. Im östlichen Pazifischen Ozean, von Peru bis an die südwestliche Küste von Baja California Sur, kommt sie ebenfalls vor.
Die Art hält sich in Küstengewässern auf und bewohnt dort tiefe Lagunen und die Meeresseite von Riffen.

## Lebensweise
Kleinere Jungtiere halten sich zwischen den Tentakeln von Quallen auf, adulte Tiere bilden Schulen und folgen zusammen mit Jungfischen größeren Tieren wie Haien und Zackenbarschen oder auch Tauchern. Vor dem Wirt sind sie durch ihre Wendigkeit sicher, der Verband bietet Schutz vor anderen Räubern. Die Schwarzgoldene Pilotmakrele nimmt ihre Nahrung am oder vom Boden. Dabei nutzt sie den vorstülpbaren Kiefer um Beute aus dem Sand oder kleinen Spalten aufzustöbern. Gefressen werden Krebstiere, Weichtiere und kleine Fische.
Zur Fortpflanzung bilden sie bei Nacht Schwärme zu verschiedenen Zeiten des Jahres.

## Fischerei
Die Schwarzgoldene Pilotmakrele bildet einen erheblichen Bestandteil der Fischerei im Nahen Osten und ist auch – in etwas geringerer Bedeutung – für die Fischereiwirtschaft anderer Länder wichtig. Mit einer jährlichen Fangmenge von 1187 t bis 3475 t pro Jahr weltweit (zwischen 2000 und 2010) ist sie für die Welternährung von Bedeutung. Die Art ist bei Sportfischern beliebt und kann per Köder, Fliege und auch Speer gefangen werden. Mehrere asiatische Länder züchten die Fische in Aquakulturen. Wegen ihrer Färbung sind besonders die Jungtiere in Meerwasseraquarien sehr beliebt.